# Людовика (военная академия)

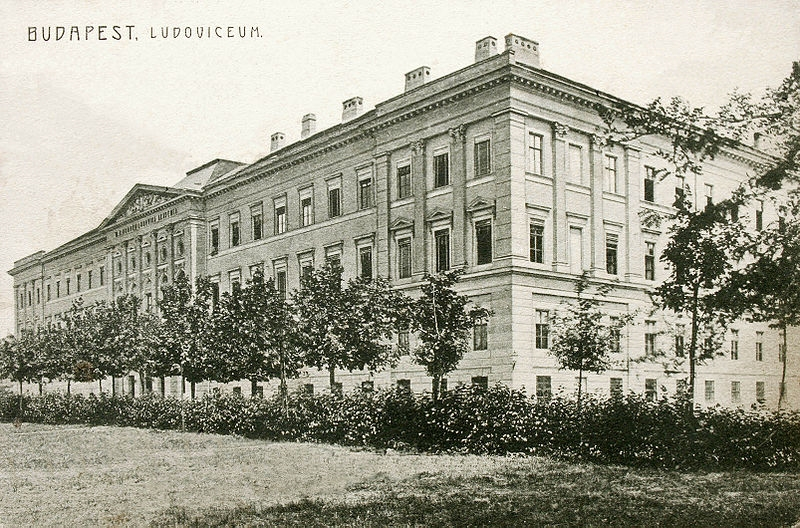
Главное здание Академии Людовики (1913)

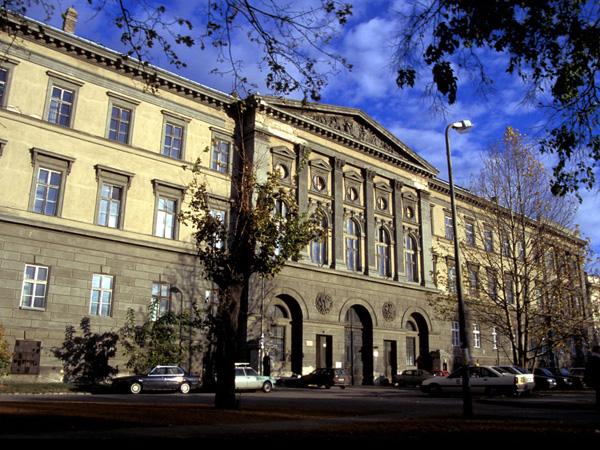
Главное здание Академии Людовики (2007)

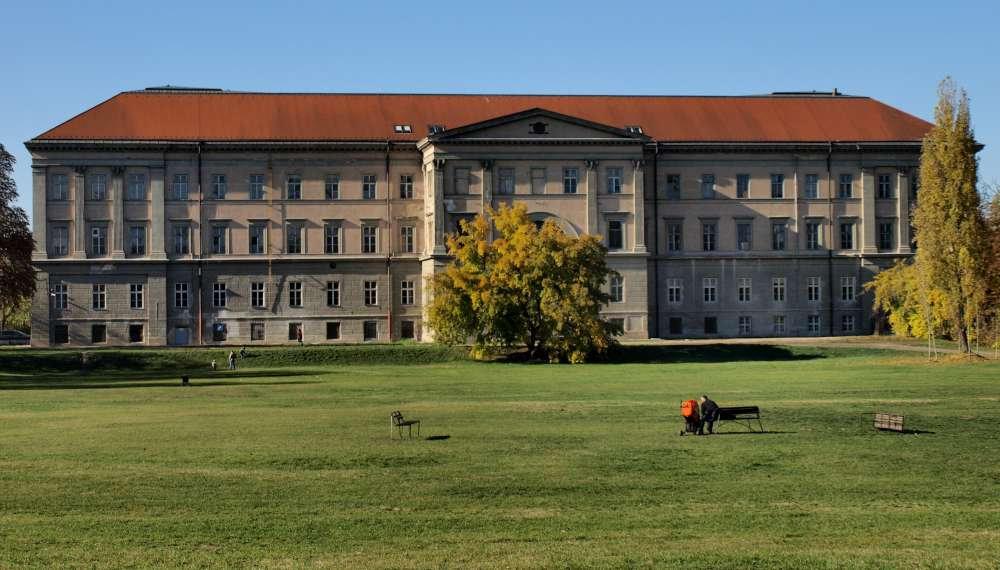
Вид на Академию со стороны Садов Орци (2007)

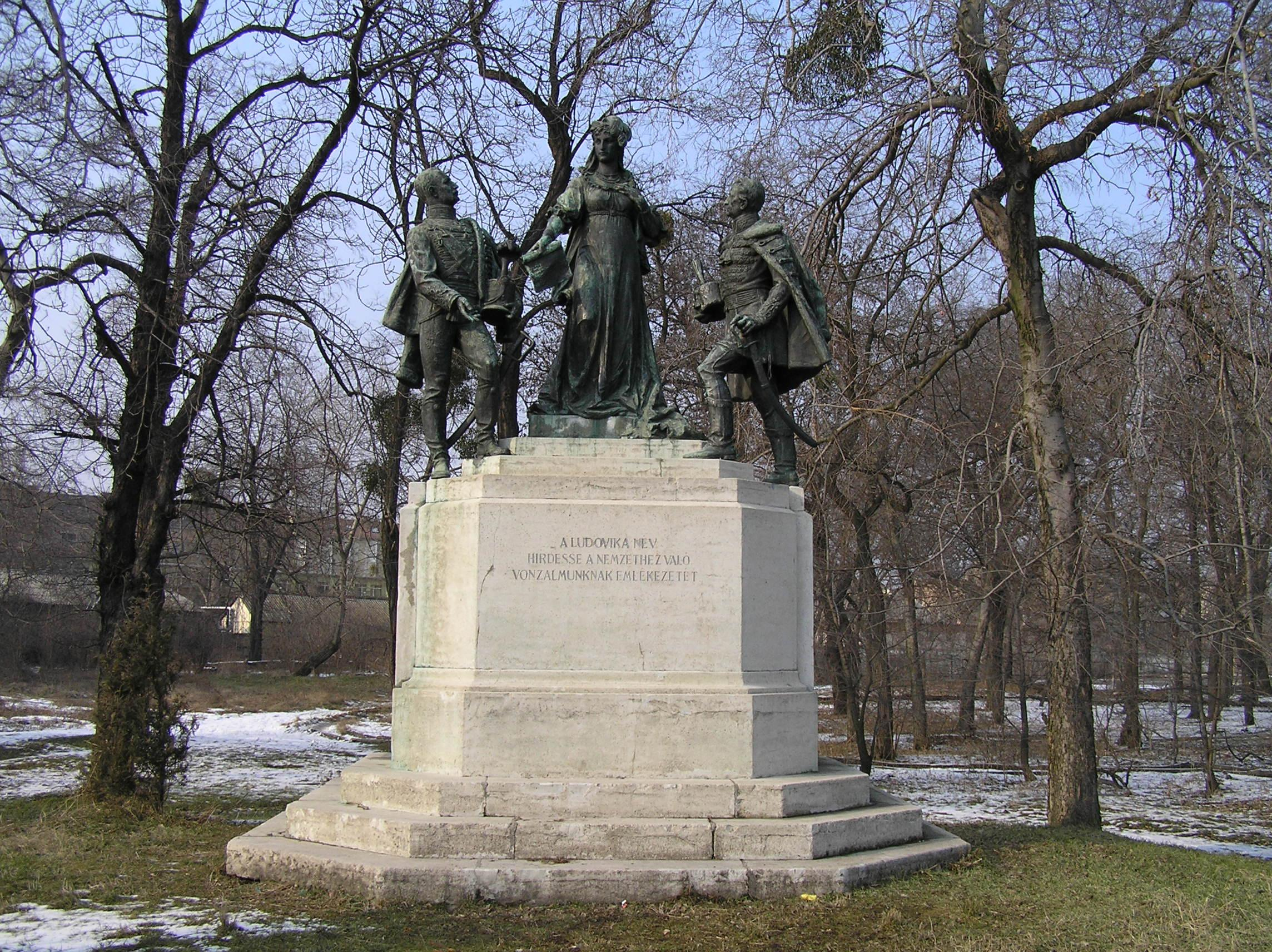
Надпись на основании скульптуры, расположенной позади Академии, гласит: «Имя Людовика дано в память нашей преданности нации»

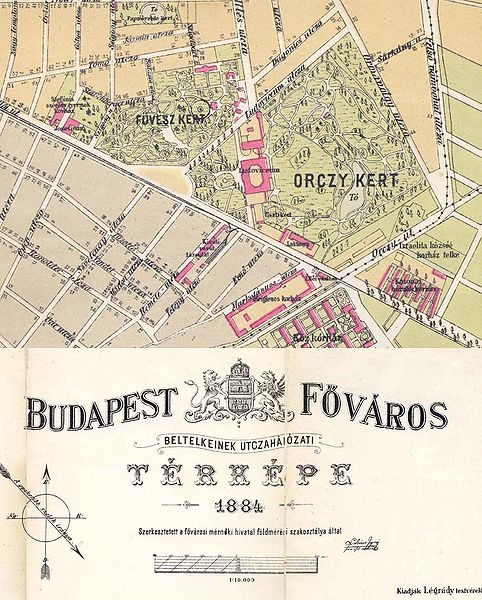
Карта Академии и садов Орци (1884)

Венгерская королевская военная академия «Людовика», венг. Magyar Királyi Honvéd Ludovika Akadémia, иногда известная как «Людовицеум», «Академия Людовики» или просто «Людовика», лат. Ludoviceum, нем. Ludovika-Akademie — высшее военное учебное заведение в Будапеште в австро-венгерский период и до конца Второй мировой войны.

## История
Академия учреждена на сессии 1808 г. Национальной ассамблеи. Она была названа в честь Марии Людовики Моденской, двоюродной сестры и третьей супруги императора Франца II, который пожертвовал 50000 форинтов на её содержание. Помимо императора, свои пожертвования внесли некоторые богатые граждане. Первый камень академии заложил Иосиф Австрийский, палатин Венгрии в 1831 г.
Основное здание академии было сооружено в 1836 г. в Саду Людовики в VIII округе Пешта (ныне центральная часть Будапешта). Здание спроектировал Михай Поллак в классическом стиле.
Австро-венгерское правительство, рассматривавшее основание академии как усиление позиций венгерского сепаратизма, всячески противодействовало завершению её сооружения, переводя деньги из её фонда на другие проекты. Национальная ассамблея созыва 1832—1836 гг. заранее, ещё до открытия Академии, запретила вести в ней преподавание на венгерском языке, и этот запрет был снят лишь в результате Венгерской революции 1848—1849 гг..
Существование академии получило правовую основу на основании XVI статьи законодательства 1872 г.. Академия официально открылась 21 ноября 1872 г.

## Деятельность
Академия сочетала в себе несколько функций: подготовительная военная школа (уровень последних классов школы), высшее военное учебное заведение, а также колледж повышения квалификации младших штабных офицеров австрийского имперского Генерального штаба.
Подготовительная школа готовила добровольцев допризывного возраста (от 14 до 17 лет), давая им возможность поступить в Венгерские силы самообороны в звании кадетов или младшего лейтенанта, в зависимости от успехов в обучении. В год принималось 90 студентов, из которых:
- 34 студента финансировались на средства частных грантов,
- 10 студентов обучались бесплатно на средства правительства,
- 23 студента платили за обучение ежегодно 600 форинтов,
- 23 студента платили в год половину указанной суммы.

Офицерский курс обучения составлял 4 года. Академический уровень Академии Людовики приравнивался к уровню Терезианской академии в Винер-Нойштадте (Австрия).
Параллельный учебный план и соответствия в уровнях качества обучения между двумя высшими военными учебными заведениями гарантировали, что большинство успешных офицеров Венгерских вооружённых сил были выпускниками Академии «Людовика».
С начала последнего года обучения ряд предметов, как по теоретическим, так и по практическим соображениям преподавались на немецком языке, и выпускники сдавали квалификационный экзамен на пригодность к службе как в австрийской, так и венгерской армии.

## Послевоенный период
В ходе 2-й мировой войны здания академии сильно пострадали. Новый коммунистический режим Венгрии отказался от реставрации зданий (в аналогичном состоянии были оставлены и ряд других известных зданий Венгрии, такие, как замок Буда). В бывшем здании кавалерийской школы разместился кинотеатр Alfa cinema, полностью уничтоженный пожаром в начале 1990-х гг.
Сильно повреждённое главное здание использовалось факультетом естественных наук Будапештского университета им. Этвеша Лоранда. В настоящее время в тщательно отреставрированных помещениях южного крыла размещается Школа социальных наук имени Рауля Валленберга. В сильно расширенных подвальных помещениях, соединяющих отреставрированное крытое здание кавалерийской школы и частично отреставрированное главное здание, расположен Венгерский музей естественной истории.
Правопреемником академии «Людовика» в современной Венгрии считается Национальный университет обороны имени Миклоша Зриньи (hu:Zrínyi Miklós Nemzetvédelmi Egyetem).

## Известные выпускники
- Пал Пронаи (1874—?) — офицер, крайне правый политик, активный участник подавления Венгерской Советской Республики
- Бела Миклош (1890—1948) — офицер, политик, премьер-министр временного правительства (1944—1945)
- Вилмош Надь (1884—1976) — министр обороны Венгрии, Праведник мира
- Геза Лакатош (1890—1967) — генерал, премьер-министр Венгрии (1944)
- Пал Малетер (1917—1958) — военный и политик, министр обороны в дни Венгерского восстания 1956 года
- Геза фон Больвари (1897—1961) — венгерский актёр, сценарист и режиссёр